# Madou
Madou är en ort i Burkina Faso.   Den ligger i regionen Boucle du Mouhoun, i den västra delen av landet, 210 km väster om huvudstaden Ouagadougou. Madou ligger 320 meter över havet och antalet invånare är 1 719.
Terrängen runt Madou är platt, och sluttar söderut. Närmaste större samhälle är Yaho, 13,2 km väster om Madou.
Omgivningarna runt Madou är en mosaik av jordbruksmark och naturlig växtlighet. Runt Madou är det ganska tätbefolkat, med 52 invånare per kvadratkilometer.